# Timo (anatomia)
Il timo è un organo linfoepiteliale situato nel mediastino anteriore e per una piccola parte nel collo.
Ha una forma a piramide quadrangolare e con un peso che può variare dai 12 g alla nascita ai 30 g nel periodo di massimo sviluppo. Dal momento della nascita il timo va incontro a una progressiva involuzione e una conseguente infiltrazione di tessuto adiposo, fino a costituire il corpo adiposo retrosternale. Una quota di parenchima timico a ogni modo rimane funzionale anche nell'adulto.
La principale funzione del timo è di organo linfoide primario per lo sviluppo dei linfociti T, funzione che si attua già negli stadi più precoci dello sviluppo prenatale.

## Disposizione e rapporti

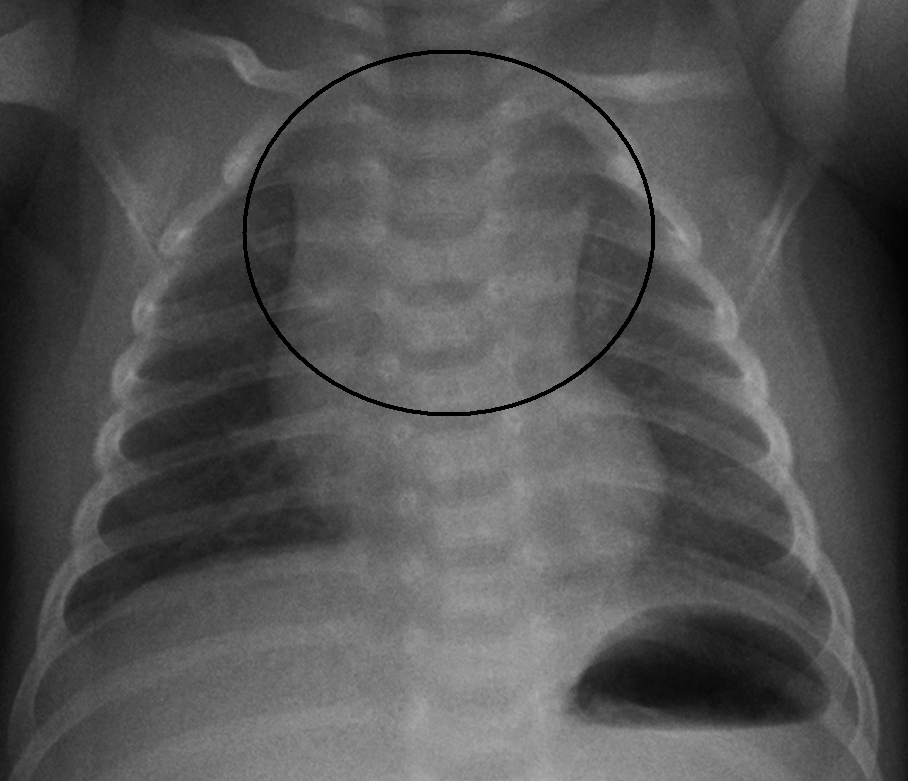
Posizione del timo in una radiografia

Il timo è un organo impari e mediano che risulta essere l'unione, durante lo sviluppo, di due formazioni pari e simmetriche i lobi timici. Con la sua forma di piramide quadrangolare, presenta una base inferiore che risiede nel mediastino e un apice superiore che trova posto nel collo e che può trovarsi diviso nei corni timici, due prolungamenti conoidi. La sua base si trova all’altezza della quarta vertebra toracica.La superficie presenta una configurazione lobulare.

### Rapporti
Nel timo si distinguono: una faccia anteriore, una posteriore e due margini laterali.
La faccia anteriore presenta rapporti:
- nel collo con: la fascia cervicale media e i muscoli sottoioidei;
- nel mediastino anteriore con: il manubrio e la parte superiore del corpo dello sterno, con i vasi toracici interni e le estremità sternali dei primi 4-6 spazi intercostali.

Risultano interposti fra la faccia anteriore del timo e la parte anteriore della gabbia toracica la fascia endotoracica, le inserzioni sternali dei muscoli sternotiroidei e trasversi del torace, i seni pleurali costomediastinici e i margini anteriori dei polmoni.
La faccia posteriore trae rapporti ricoprendo:
- nel collo: la trachea e le arterie carotidi comuni;
- nel mediastino: la vena cava superiore, il segmento ascendente dell'arco aortico.

La faccia posteriore, inoltre, poggia sul pericardio che ricopre i tratti di origine dell'aorta e del tronco polmonare.
I margini laterali risalendo per terminare nel collo in vicinanza delle vene giugulari interne traggono rapporto con la pleura mediastinica e i polmoni. In particolare, a sinistra, tra pleura e timo decorrono i vasi perdicardiofrenici e il nervo frenico.

### Mezzi di fissità
Il timo non possiede mezzi di fissità particolarmente sviluppati. L'organo aderisce al pericardio posteriormente. Il foglietto posteriore della fascia cervicale media contribuisce a delimitare la loggia timica, chiusa anteriormente dalla fascia endotoracica dello sterno. Il timo presenta blande aderenze con le pareti della loggia timica.

### Vascolarizzazione e innervazione
Ciascun lobo timico ha una propria vascolarizzazione sanguigna e linfatica e una propria innervazione.

#### Vascolarizzazione arteriosa e venosa
Il timo è vascolarizzato da numerose arterie timiche che nascono dall'arteria toracica interna sia direttamente sia tramite i rami mediastinici anteriori che pericardiofrenici. Ulteriori arterie possono nascere dal tronco brachiocefalico (o arteria anonima), dall'arco dell'aorta o dall'arteria carotide comune destra. Nel collo è irrorata da rami delle arterie tiroidee inferiori.
I vasi venosi che nascono nel timo confluiscono nelle vene toraciche interne, tiroidee, pericardiche e freniche. Nel tronco venoso brachiocefalico di sinistra si apre la vena timica posteriore.

#### Vascolarizzazione linfatica
I vasi linfatici afferiscono ai linfonodi mediastinici anteriori e tracheobronchiali.

#### Innervazione
Il timo riceve innervazione dal plesso cardiaco a cui arrivano fibre dal vago e dal simpatico. I rami sono principalmente destinati ai vasi.

## Struttura

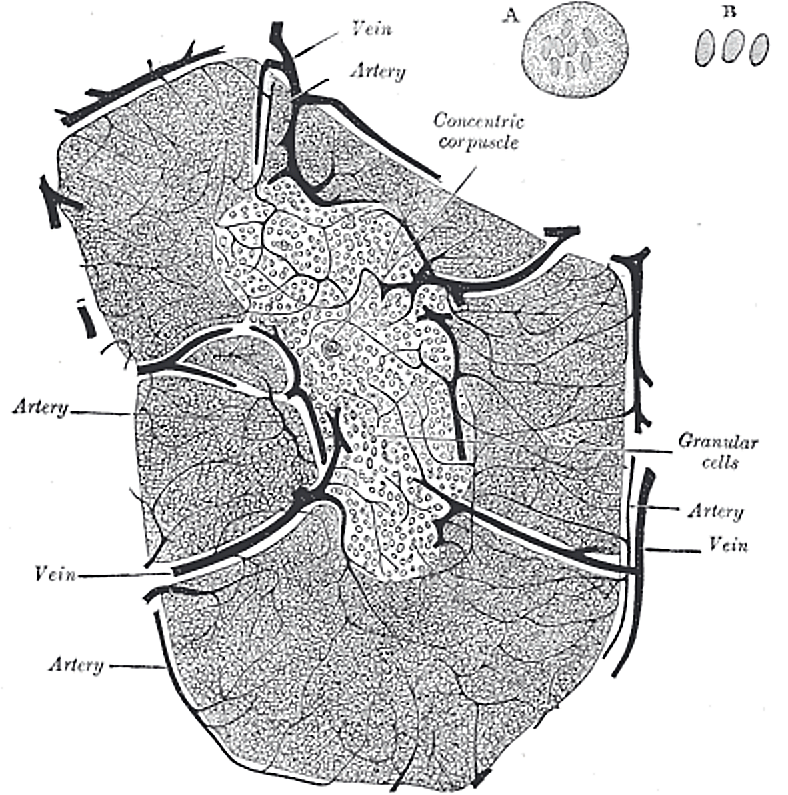
Schema della struttura interna del timo

Il timo è costituito da due lobi di uguale struttura e come tutti gli organi pieni presenta un parenchima circondato da una capsula connettivale. Ogni lobo è costituito da una sostanza midollare interna che forma un cordone unico che si espande in una serie di lobuli intorno ai quali si dispone la sostanza corticale, similmente a un mantello. I lobi sono inoltre avvolti da una capsula che invia sepimenti, i setti interlobulari, da cui si staccano setti minori che dividono la corticale dei lobuli in lobulini. Ogni lobulo, quindi, risulta essere formato da una zona midollare interna e una zona corticale esterna.
La zona corticale e midollare sono ben distinguibili grazie alla colorabilità che risulta più scura nella corticale per via della diversa quantità dei tipi cellulari presenti.

### Capsula
La capsula timica è costituita da tessuto connettivo fibroso lasso in cui sono immersi fibroblasti in una matrice di collagene e fibre reticolari. Dalla capsula si estendono setti che dividono ciascun lobo in numerosi lobuli di 0,5-2 mm di diametro, in cui confluiscono arterie, vene e nervi, non essendovi un ilo. Al di sotto della capsula è presente un singolo strato continuo di cellule epiteliali che la isolano dalla corticale.

### Zona corticale

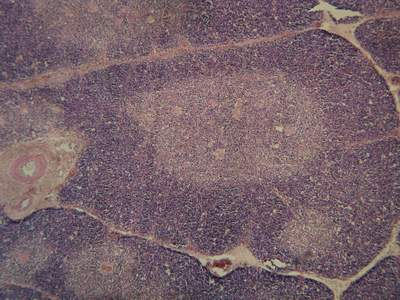
Sezione di un lobulo timico che evidenzia la differente colorazione della corticale (scura) esternamente e midollare (chiara) internamente

La corticale del timo è costituita da un'impalcatura di cellule epiteliali timiche (TEC) di tipologie e forma differenti. Le cellule epiteliali formano un reticolo tridimensionale infiltrato di linfociti che formano un denso agglomerato. A livello della giunzione cortico-midollare sono presenti vene ad alto endotelio simili a quelle dei linfonodi, attraverso di esse i linfociti T maturi possono entrare nella circolazione sanguigna. Dalle arteriole afferenti, sempre presso la giunzione possono penetrare nel parenchima del timo dei monociti, che poi si differenzieranno in macrofagi, utili per fagocitare i resti apoptotici dei linfociti T. Insieme con essi, presenti anche cellule dendritiche epiteliali (cellule di Langerhans). Analizzando al microscopio un timo dissezionato da un uomo adulto si noteranno numerose infiltrazioni di adipociti nel parenchima corticale e in misura minore in quello midollare. Le infiltrazioni avvengono infatti in direzione cortico-midollare. Malgrado la loro presenza il timo, in assenza di patologie, continua a produrre linfociti T per tutta la vita dell'individuo, anche se con minore efficacia.
Nelle sezioni istologiche convenzionali appare di colore blu-viola intenso.

### Zona midollare
La midollare è costituita da cellule epiteliali più tozze e voluminose di quelle della corticale e data la minor densità di linfociti T sono più facilmente distinguibili. Le strutture che meglio distinguono la midollare dalla corticale sono però i corpuscoli di Hassall. Vi sono inoltre cellule dendritiche, dalla caratteristica forma a corolla, che selezionano e inducono l'apoptosi in tutti quei linfociti T che esprimono autoantigeni, nonché macrofagi e fibroblasti.
Si è scoperta poi una ridotta popolazione di cellule mioidi, dalla funzione incerta, così chiamate per la ricca presenza nel loro voluminoso citoplasma di actina e miosina, che farebbero supporre una funzione contrattile simile a quelle delle cellule muscolari lisce.
Nelle sezioni istologiche convenzionali appare di colore di rosa chiaro o violetto.

#### Corpuscoli di Hassall
Le formazioni tipiche della midollare del timo sono i corpuscoli di Hassall o corpuscoli timici, di forma irregolare, spesso tondeggiante, con un diametro di 30-100 µm. La struttura interna dei corpuscoli è a carattere lamellare (cellule concentriche simili al guscio di una cipolla), con strati otticamente vuoti che si alternano a citoplasma di cellule epiteliali ricco di cheratina. Le cellule più centrali sono cheratinizzate, calcificate, dovuto a un processo di differenziamento in senso epitelioide o squamoso delle TEC. Il loro numero tende a crescere con l'età.

### Cellule del timo

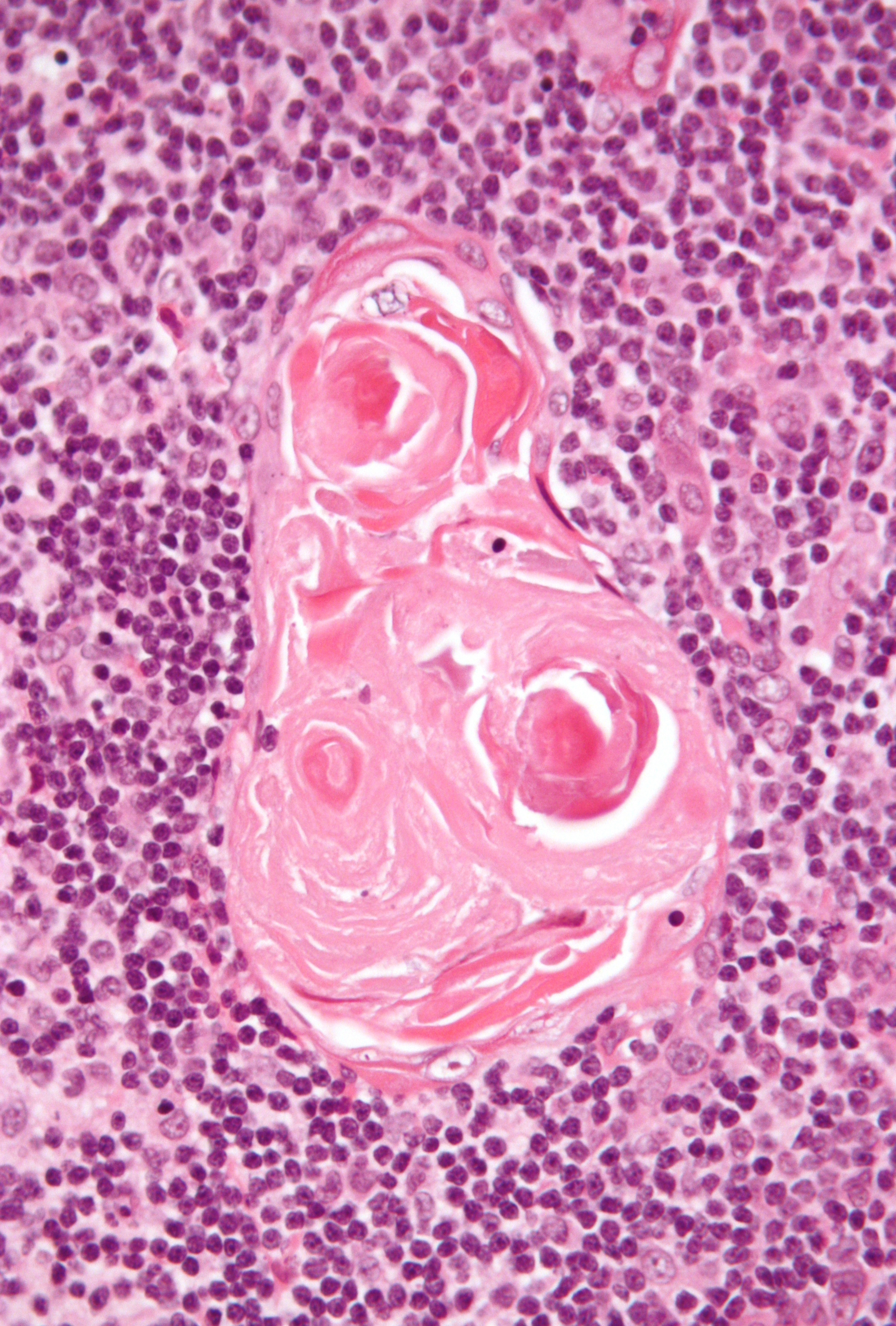
Sezione di midollare con un evidente corpuscolo di Hassall.

Nel timo sono presenti tre tipi principali di cellule: le cellule epiteliali, i linfociti (o timociti) e cellule di origine ematopoietica (come macrofagi e cellule dendritiche).

#### Cellule epiteliali timiche
Le cellule epiteliali timiche (TEC) si organizzano a formare un reticolo tridimensionale che viene poi riempito dai linfociti. Per via di questa infiltrazione linfatica le cellule epiteliali vengono allontanate e prendono una forma ramificata o stellata e rimangono adese le une alle altre tramite desmosomi alle estremità delle ramificazioni. Vanno a costituire un reticolo nella corticale esterna dell'organo, poi, man mano che si scende verso la corticale interna si fanno sempre più voluminose e con prolungamenti più corti e spessi.
Nella zona corticale più esterna, presentano invaginazioni citoplasmatiche in grado di ospitare diversi linfociti. In questo contesto, vengono chiamate cellule nutrici (o nurse cells) riuscendo a occuparsi di 40-20 linfociti T e producendo IL-7 una citochina indispensabile per la proliferazione dei linfociti stessi. Sono cellule grandi, con nuclei voluminosi e poco colorabili e un citoplasma acidofilo (per questo e per i numerosi linfociti nei preparati di microscopia ottica non sono facilmente visibili).
Le cellule epiteliali midollari timiche (TMEC), invece, sono una sottopopolazione specializzata nel presentare antigeni self ai linfociti T in maturazione, determinante per i fenomeni di selezione. hanno la particolarità di esprimere AIRE, una proteina nucleare che permette l'espressione di numerosi geni tessutospecifici (cioè geni che sono normalmente espressi in altre parti dell'organismo e non sarebbero ritrovabili nel timo). Questa caratteristica permette alle cellule epiteliali di esprimere antigeni ai linfociti T e di applicare la selezione negativa. Le cellule possiedono nuclei di grandi dimensioni poco colorabili e un citoplasma basofilo.

#### Linfociti

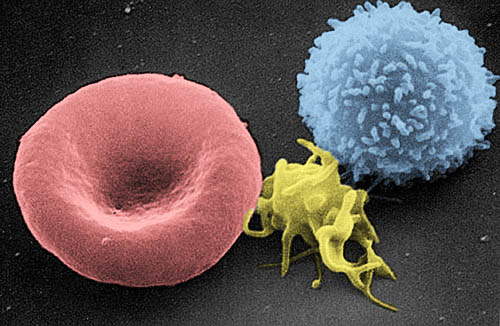
A destra, un linfocita T.

I linfociti presenti nel timo, chiamati anche timociti, provengono dal midollo osseo e subiscono notevoli cambiamenti all'interno dell'organo. Come spiegato nel paragrafo successivo, il ruolo del timo è quello di permettere la maturazione dei linfociti T attraverso eventi di selezione. La maturazione ha inizio nella corticale e si sposta progressivamente nella midollare.
I linfociti T alloggiati nel reticolo delle nurse cells sono tondeggianti, con un nucleo tondo e intensamente basofilo e costituiscono circa il 90% delle cellule presenti nel timo. Si possono distinguere anche diversi linfociti T apoptotici, derivanti dal processo di selezione operato dalle nurse cells, che, come nei linfonodi, ne eliminano il 95-98%. Inferiormente allo strato sottocapsulare di cellule epiteliali, sono presenti numerosi linfoblasti, progenitori dei linfociti T che si addentrano nella corticale per essere “allevati” dalle nurse cells. Spostandosi verso la corticale interna del timo si trovano linfociti T sempre più differenziati, che hanno superato il processo di selezione positiva operato dalle nurse cells e hanno quindi riconosciuto MHC I o MHC II, divenendo o linfociti CD4 helper o CD8 citotossici, i linfoblasti risultavano infatti cellule doppiamente positive (esprimono sia CD4 sia CD8). Tutte le cellule doppiamente negative, che non esprimono quindi nessuno dei due, vengono distrutte.
I timociti corticali sono altamente sensibili alle radiazioni e ai glucocorticoidi. Un'elevata esposizione in vivo di glucocorticoidi causa l'apoptosi di un gran numero di timociti corticali.

#### Altre cellule
Il resto delle cellule, ristretta alla zona midollare è costituito da macrofagi dispersi tra i linfociti con il classico ruolo di fagocitosi, soprattutto di timociti selezionati, e le cellule dendritiche che con il ruolo di APC hanno il compito di presentare gli antigeni ai linfociti T per dare luogo alla selezione negativa.

### Microcircolazione
I vasi che entrano nel timo seguono i setti per arrivare nella midollare dove si ramificano. La corticale, invece, è irrorata da arteriole che decorrono nella giunzione fra midollare e corticale. Dai capillare che si formano e dalle venule corticali nascono le vene della giunzione che sfociano poi nelle vene della midollare. Nel timo sono presenti, come caratteristica comune agli organi linfoidi, le venule a endotelio alto, HEV.
I capillari e i vasi sono avvolti da strati di cellule epiteliali permettendo la formazione di una barriera ematotimica che sembra servire a proteggere i timociti all'esposizione inappropriata di antigeni. Tale barriera, più spessa e impervia nella corticale, risulta essere incompleta nella giunzione corticomidollare.

## Derivazione embriologica

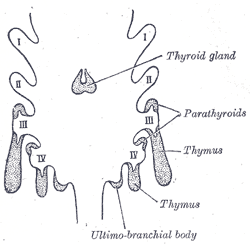
Sviluppo delle tasche faringee

Il timo si sviluppa dalla terza tasca faringea. Durante lo sviluppo, la terza tasca faringea si allarga formando una parte dorsale solida (bulbare) e una porzione ventrale cava e allungata perdendo le connessioni con la faringe da cui si sviluppa. Dalla VI settimana i bulbi dorsali si differenziano nelle ghiandole paratiroidee inferiori, mentre l'epitelio della parte ventrale (fino a poco tempo prima cava) prolifera riempiendo la cavità presente. Si formano due lobi primordiali che si riuniscono sulla linea mediana dando vita alla forma bilobata che rimarrà anche dopo lo sviluppo. Successivamente si assiste alla migrazione caudale di tale struttura: i primordi delle ghiandole paratiroidee inferiori si fermano sulla superficie dorsale della ghiandola tiroidea separandosi dal timo che, invece, continua a scendere fino al mediastino superiore.

### Istogenesi
Il timo nasce quindi dalle cellule epiteliali dell'endoderma che tappezza la faringe e dal mesenchima interposto. La proliferazione epiteliale forma tubi che diventano presto dei cordoni solidi che si espandono formando diramazioni laterali. Ciascuna di queste diramazioni diventerà l'asse di un lobulo timico. I corpuscoli di Hassall si formano per la disposizione di alcune cellule epitaliali intorno a un punto centrale. La migrazione di altre cellule, che mantengono comunque il legame fra loro, forma il reticolo epiteliale. Il mesenchima, invece, si sviluppa in sottili setti connettivali incompleti fra un lobulo e l'altro. Gli interstizi tra le cellule epiteliali sono presto occupati dai linfociti (che hanno derivazione ematopoietica).

## Funzione
Il ruolo principale del timo, sia alla nascita sia nella vita adulta (seppur in maniera ridotta), è quella di permettere la maturazione dei linfociti T fornendo un ambiente a loro adatto perché si susseguano tutti gli stadi di sviluppo e avvengano i dovuti eventi di selezione.

### Ruolo nella selezione
Le cellule epiteliali timiche corticali sono indispensabili per l'evento di selezione positiva: esponendo antigeni su MHC di I o II classe consentono di scremare i linfociti non in grado di legare gli MHC che vanno incontro ad apoptosi. I linfociti rimasti, tramite lo stesso evento di selezione, subiscono un primo indirizzamento verso la linea CD4 o CD8.
Le cellule epiteliali timiche midollari, invece, sono fondamentali per la selezione negativa e lo sviluppo della cosiddetta tolleranza centrale: l'esposizione di antigeni self ai linfociti permette di discriminare tra quelli con una grande affinità verso il self, destinati all'apoptosi, e quelli destinati a sopravvivere. Questo impedisce il formarsi di pericolosi linfociti T autoreattivi.

### Ruolo nelle migrazioni
Tutte le cellule timiche non linfoidi, infine, sono produttrici di citochine o chemochine indispensabili per lo sviluppo dei timociti. Le cellule epiteliali corticali producono IL-7. Le cellule corticali, in generale, producono la chemochina CCL25 che, legando il recettore CCR9 presente sui progenitori dei timociti li richiama alla corteccia timica. Le chemochine CCL21 e CCL19, invece, sono prodotte a livello midollare e servono a indirizzare i timociti in maturazione che abbiano cominciato a esprimere il recettore CCR7 e, quindi, a poter migrare più internamente nell'organo.

## Patologia
Nella Sindrome di DiGeorge l'assenza congenita dell'organo causa un basso numero di linfociti T in circolo e quindi una risposta immunitaria notevolmente depotenziata.
Il timo può essere inoltre sede di neoplasie quali il timoma e il linfoma mediastinico.
Si è scoperto che un'involuzione accelerata del timo si è verificata in un gruppo di tossicodipendenti con una storia di abuso di droghe per via endovenosa nell'intervallo di 20-25 anni e successivamente con un ritmo costante del 5% all'anno. Anche le dimensioni dei corpuscoli di Hassall diminuirono successivamente.